# Louis-Joseph Ghémar
Louis-Joseph Ghémar, né à Lannoy (France) le 8 janvier 1819 et mort à Bruxelles le 11 mai 1873, est un lithographe, peintre et photographe belge. Il a réalisé le portrait de nombreuses personnalités (hommes politiques, artistes, etc.) sous le règne du premier roi des Belges, Léopold Ier.

## Biographie

### Jeunesse et formation
Élève à l'Académie de Ath, puis élève à Bruxelles du lithographe Paul Lauters.

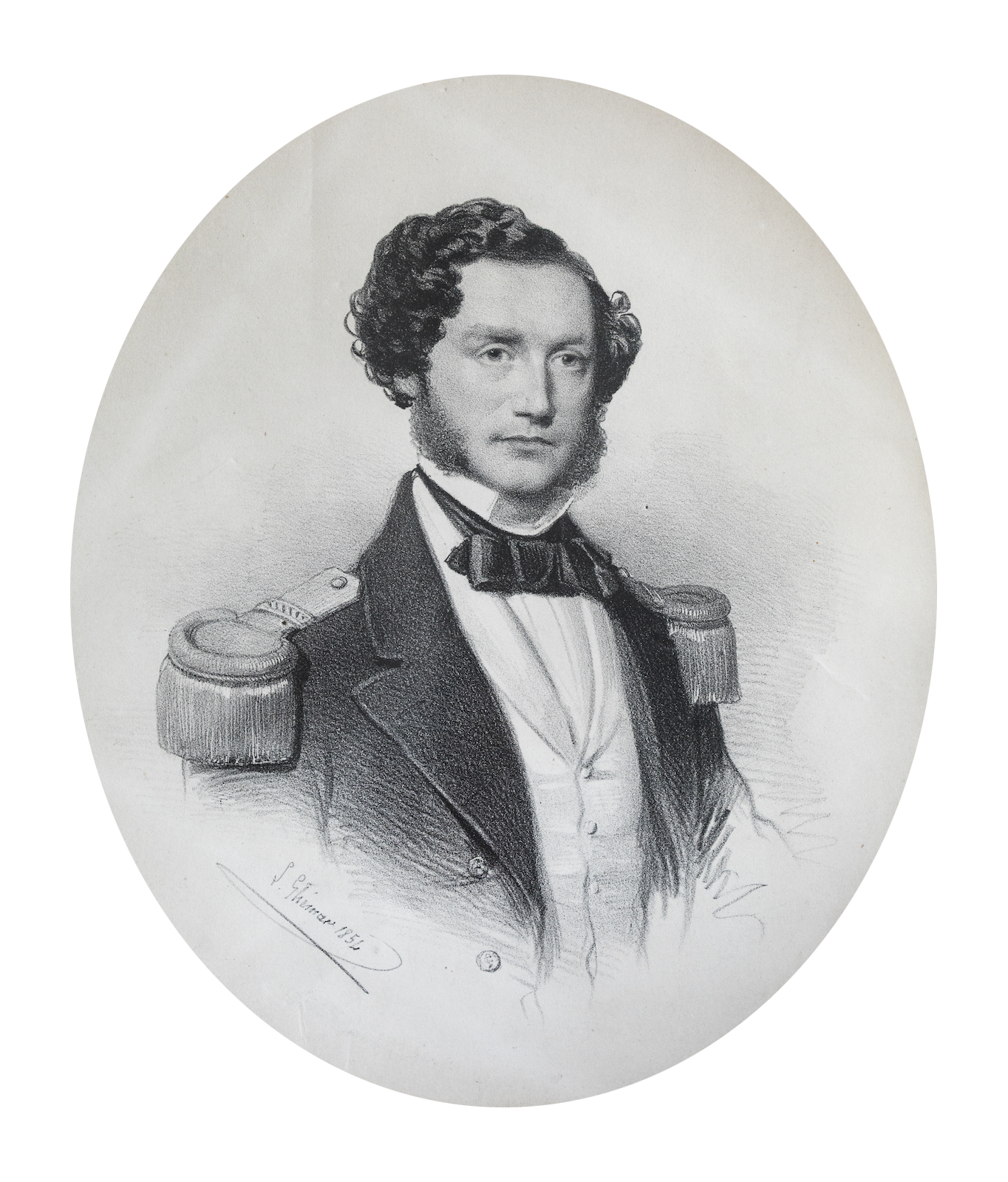
Portrait de Guillaume Delcourt (navigateur et conseiller maritime du roi Léopold II), lithographie par Ghémar en 1854 (Musée de l'armée).

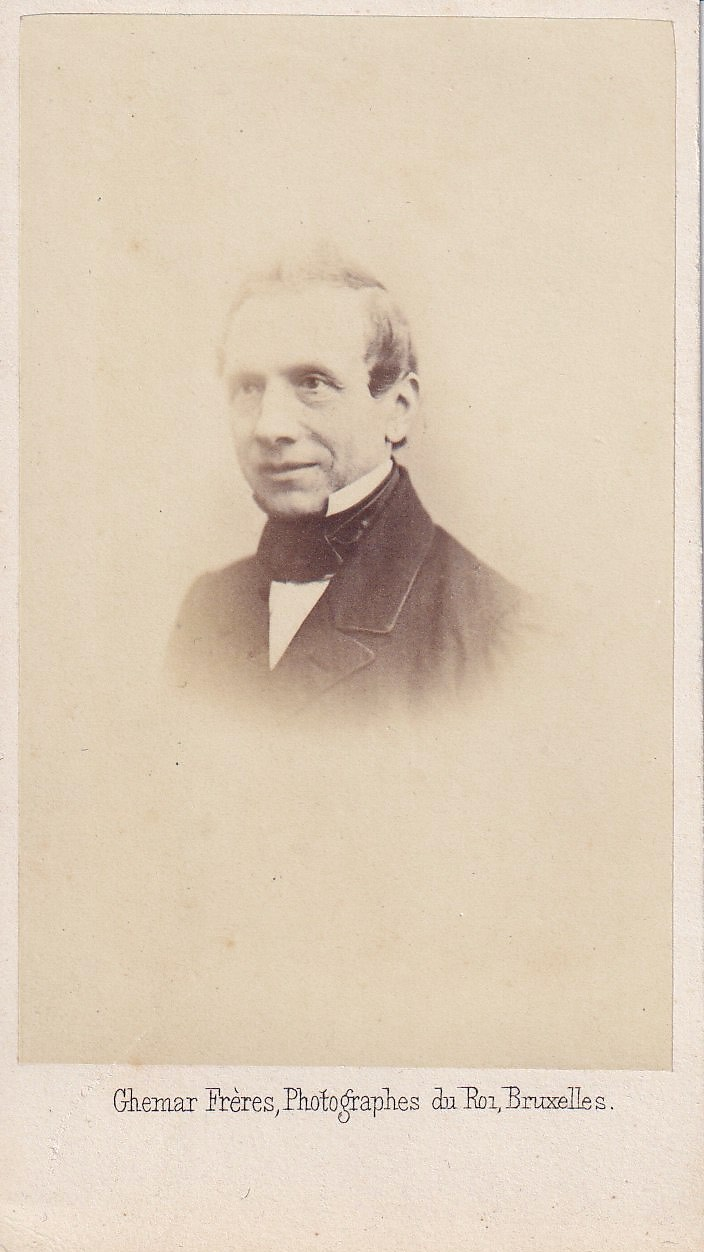
Le jurisconsulte Auguste Van Dievoet, avocat à la Cour de cassation, photographie par Ghémar Frères.

### Carrière
Le premier portrait-charge qui puisse lui être attribué avec certitude est publié dans Le Charivari belge du 12 avril 1839, revue où il publiera de nombreuses caricatures. Il collabore également à la revue La Renaissance : Chronique des arts et de la Littérature, un bimensuel d'information sur l'actualité artistique à laquelle il fournit des planches lithographiques. En 1840, il livre une partie des planches lithographiques pour le deuxième volume de  l'Album pittoresque de Bruges, édité par Joseph Buffa.
En 1849, il s'expatrie en Écosse, où il gère un établissement lithographique.
De retour en Belgique fin 1854, il commence sa carrière photographique en association avec Robert Severin à Anvers, 1474, Rue Houblonnière, de 1854 à 1856. Ils déménagent à Bruxelles fin janvier 1856 et restent associés jusqu'en 1857.
En 1855, Ghémar envoie huit lithographies à l'exposition universelle de Paris, où il est le seul lithographe belge représenté.
Un des portraits photographiques du roi Léopold Ier par Ghémar & Severin en 1856 sert de base à une lithographie publiée par les éditeurs d'estampes bruxellois Simonau & Toovey et leur vaudra le titre de Photographes du Roi.
Dans la lithographie Trinité photographique publiée dans la revue Uylenspiegel du 13 avril 1856, Félicien Rops le représente entre ses confrères Antoine Dewasme et Robert Severin (Galerie d'Uylenspiegel, n° 11).
En 1858, Ghémar publie un album, L'œuvre de Madou, 12 reproductions photographiques sur papier salé de l'œuvre de Jean-Baptiste Madou.
Louis-Joseph Ghémar s'associe en 1859 avec son demi-frère utérin Léon Louis Auverleaux et conservera le même nom de firme après le départ de celui-ci : Ghémar Frères. Il exploite au maximum l'opportunité commerciale que constitue la photographie au format carte de visite et devient le studio de portrait bruxellois le plus renommé. En 1862, Ghémar tire le portrait des 80 personnalités présentes au Banquet des Misérables offert à Victor Hugo.
En 1864, il photographie l'envol à Bruxelles du « Géant », le ballon de son ami Nadar. Ce dernier dira de Ghémar : « A ses gaîtés à froid, parfois énormes, ce Brabançon exemplairement sobre et qui semblait pourtant enluminé de tous les jus de la Bourgogne, joignait à l'entrain gouailleur du gamin de La Vilette, le pétillement, la fougue d'un fils de la Cannebière ».
En 1866, Ghémar publie un album de 14 vues des funérailles du roi Léopold Ier et de l'avènement du roi Léopold II. Il s'agit de photographies reproduisant des photomontages de ses propres clichés, retravaillés au moyen d'une peinture destinée à pallier les problèmes d'orthochromatisme (les premières émulsions photographiques n'étaient pas sensibles à toutes les couleurs, d'où des anomalies dans le rendu en valeurs de gris).

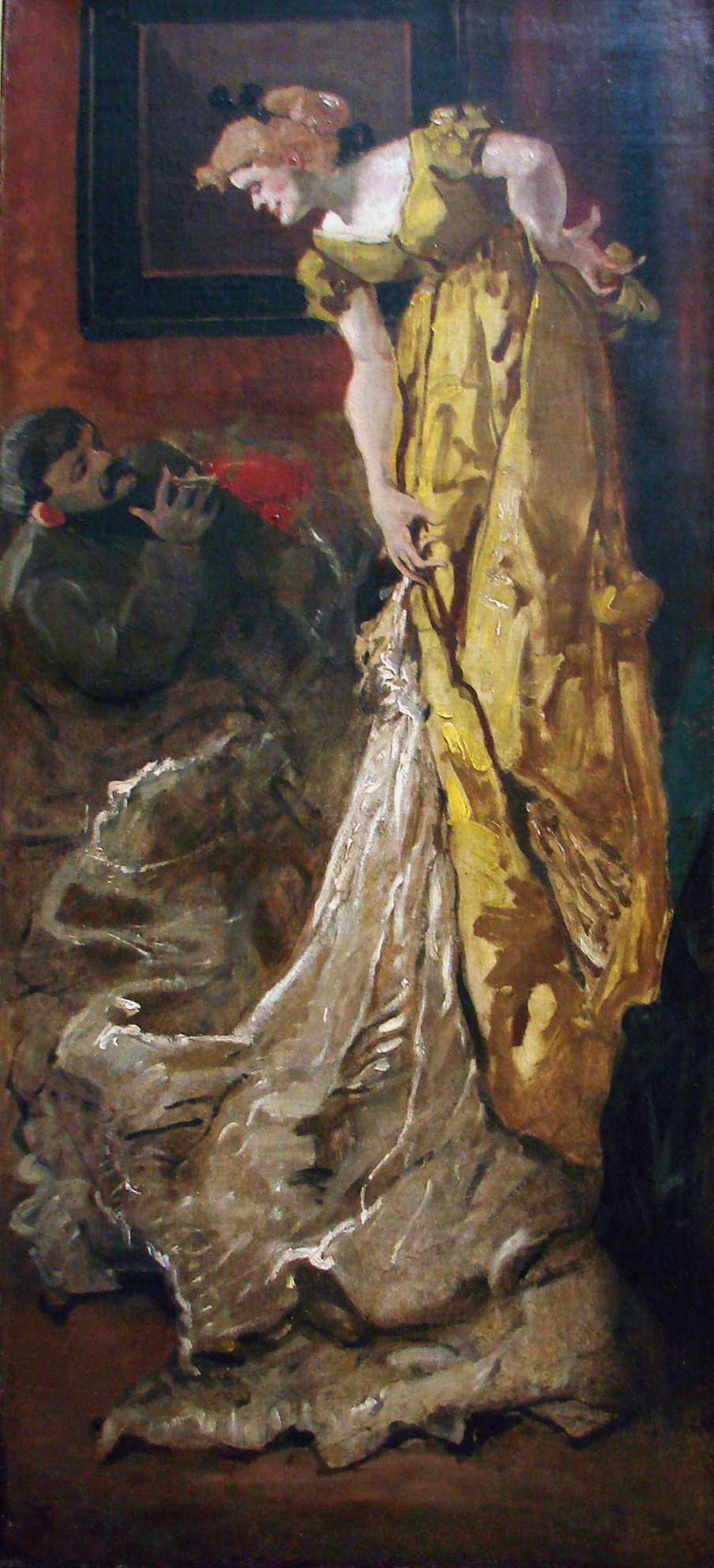
Louis-Joseph Ghémar, Cocotte jaune, 1870, pastiche d'après Alfred Stevens, Un peintre ou L'atelier, 1869.

En 1868, il ouvre son propre musée à Bruxelles, où il expose une série de gravures et peintures iconoclastes, pastichant notamment quelques artistes fameux. Le photographe Nadar a fréquenté ce qu'il appelait le "musée Ghémar" et en a laissé des descriptions savoureuses. Exemple parmi les œuvres conservées dans ce musée : un triptyque satirique, "destiné à la salle Gothique de l'hôtel de ville", aujourd'hui conservé à la Maison du roi, représentant sur le panneau central les premiers travaux d'assainissement de la Senne, sur celui de gauche le bourgmestre "assainisseur" Jules Anspach en prière, "avec l'auréole du martyr ou celle de canonisé, au choix", et sur celui de droite un fou du roi, le "Punch, qui constitue un sain boll [sic] ou un symbole". Le Musée fut fermé à sa mort et sa veuve vendit la collection, dispersée à Drouot en 1879.
Vers 1870, il publie les photos de la Senne avant son voûtement, commandées par la Belgian Public Work Company.
Après la mort de Louis Ghémar, le nom de la firme ne changera pas jusqu’en 1894, puis les clichés seront acquis par Géruzet Frères.
Amateur d'art, il avait ouvert en 1870 un magasin d'objets d'art. Sa collection artistique fut dispersée par vente publique à Bruxelles, le 9 avril 1877 et les jours suivants (419 numéros, dont 97 tableaux).
Son monument funéraire au cimetière de Laeken est l'œuvre du sculpteur Albert-Ernest Carrier-Belleuse.

## Postérité
- En 1996, Ghémar est l'un des vingt-six photographes belges mis à l'honneur au FotoMuseum Antwerpen (Musée de la photographie à Anvers) lors de l'exposition Pioniers in Beeld.
- Photographies de Bruxelles et son triptyque de L'assainissement de la Senne sont montrés à l'exposition Baudelaire - Bruxelles à la Maison du Roi à Bruxelles, du 7 septembre 2017 au 11 mars 2018.
- Lui est en partie consacrée l'exposition De Louis Ghémar à James Ensor : zwanse, fantaisie & burlesque. 1850-1914, au Musée Félicien Rops à Namur, du 20 octobre 2018 au 17 février 2019.